# فرانک فورنس
فرانک هیلینگ فورنس (به انگلیسی: Frank Furness) متولد ۱۸۳۹، معمار آمریکایی بود.
از او ۶۰۰ ساختمان بر جای ماند، و طرحهای لوئیس سالیوان نیز متاثر از او بوده است.
او در فرانسه معماری را آموخت، و در ۱۹۱۲ درگذشت.

## آثار
- کتابخانه هنرهای عالی فیشر

## نگارخانه

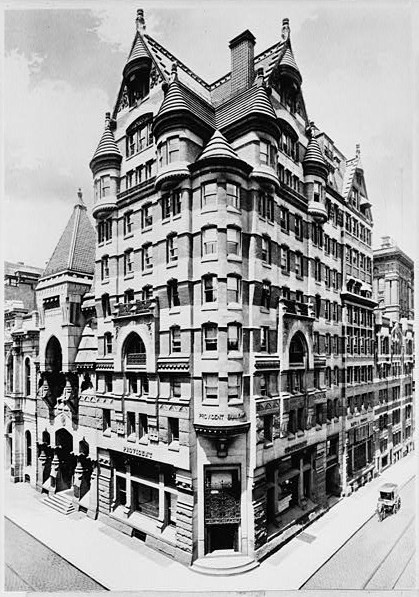
ساختمان Provident Life & Trust Company در فیلادلفیا در ۱۹۱۰ میلادی
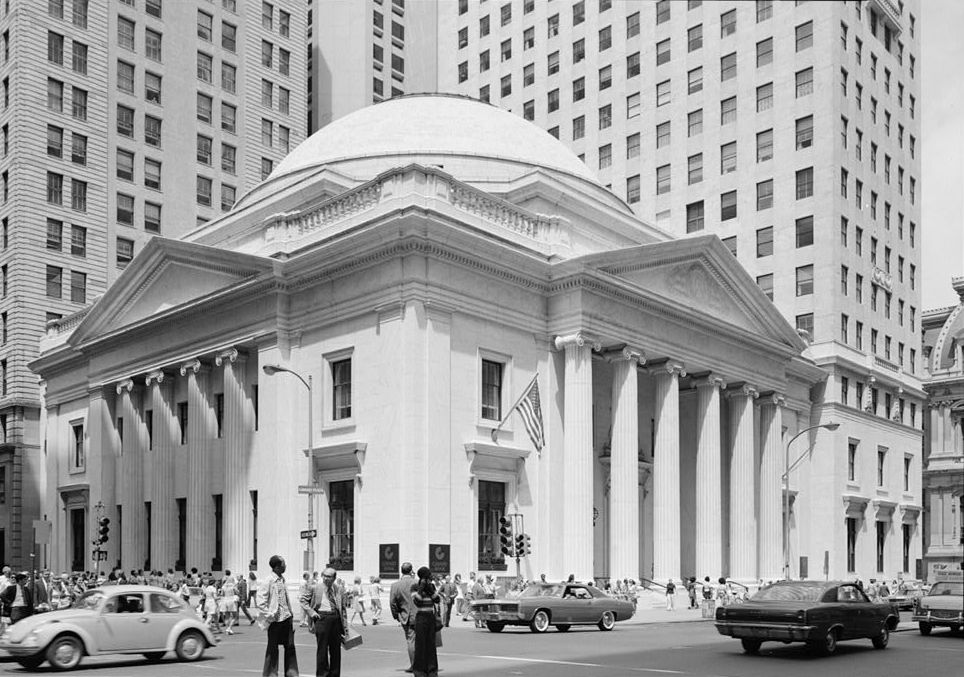
بانک جرارد تراست اکسچنج
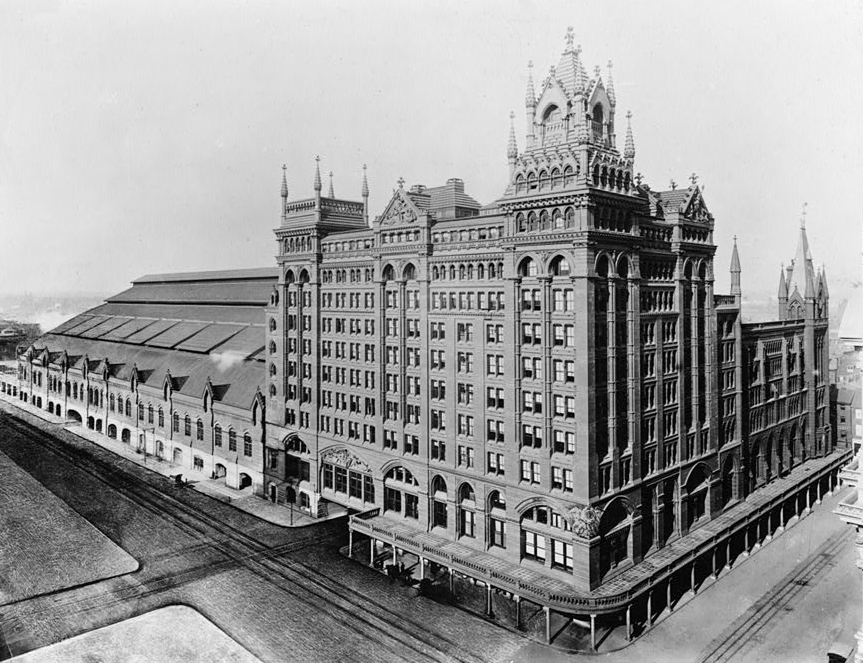
ایستگاه راه آهن براد استریت. ساخت سال ۱۸۹۴
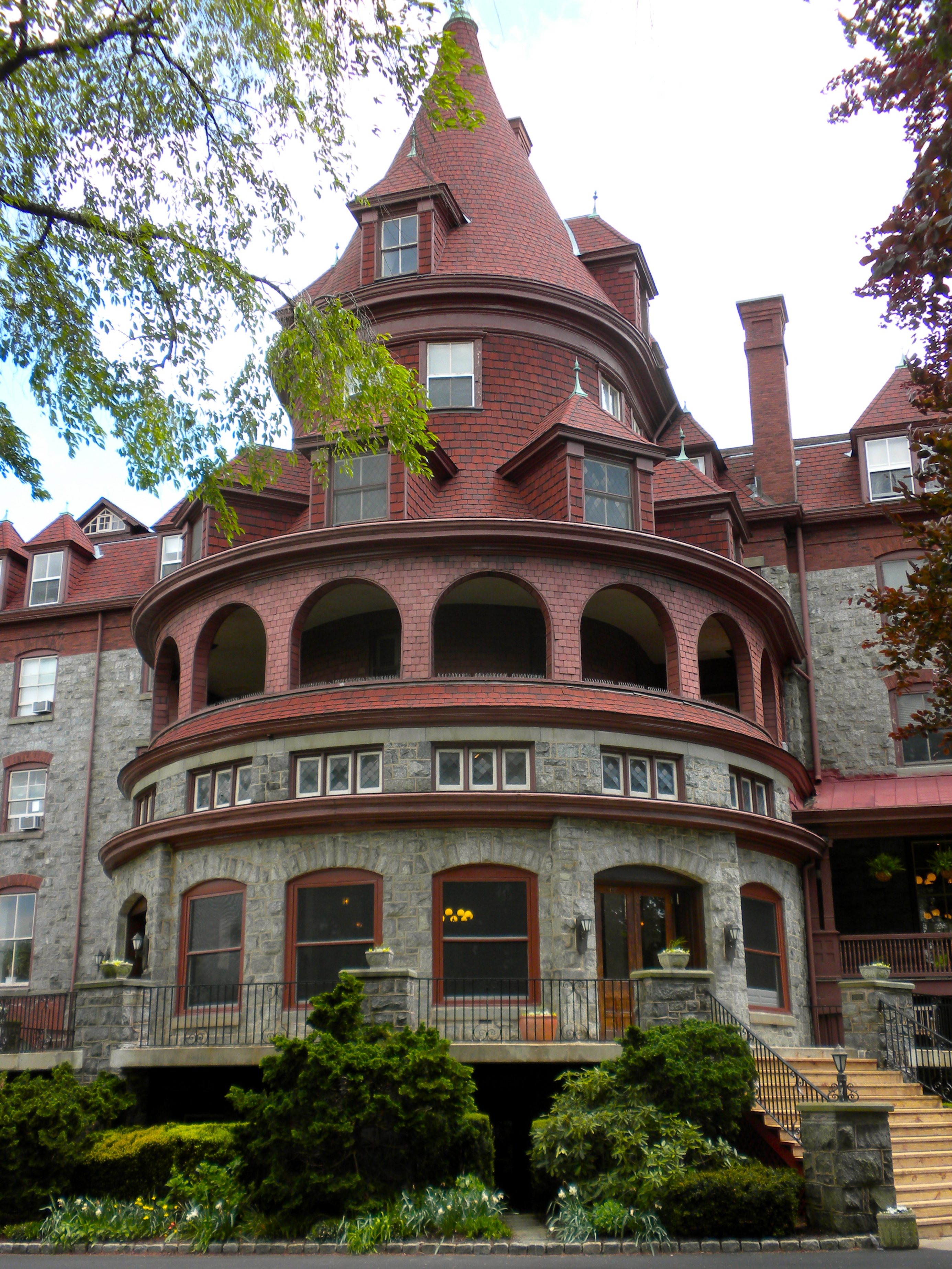
مهمانسرای برین ماور